# Ernst Jäger (Musiker, 1913)
Alois Ernst Jäger (* 17. Juni 1913 in Thürmitz, heute Trmice; † 2. Januar 1975 in München) war ein tschechoslowakisch-deutscher Jazz- und Unterhaltungsmusiker, Orchesterleiter und Komponist.

## Wirken
Jäger, Sohn des Kapellmeisters Ernst Jäger, erhielt eine Ausbildung im Tonsatz. In Karlsbad gründete er eine erste Combo. Ab 1938 leitete er größere Orchester in Prag und Reichenberg, mit denen er auch auf Deutschland-Tournee ging. Bedingt durch den Weltkrieg wurde seine Karriere unterbrochen. 1946 leitete er wieder ein Tanzorchester, das durch Aufnahmen für Radio München bekannt wurde. Mit einem vielfältigen Repertoire konnte er das Orchester halten; so spielte er mit ihm in Filmen und galt als „König des Münchner Karnevals“. Er komponierte die Musik zu Spielfilmen wie Ehe für eine Nacht (1952) oder Der Orgelbauer von St. Marien (1961). Zu seiner Band gehörten Musiker wie Max Greger, Helmuth Brandenburg oder Ernst Brandner. Alben wie Tanzparty – gut gemischt oder Musical-Welterfolge und Singles wie das FC Bayern Lied, In München steht ein Hofbräuhaus und auch das 1860 Lied entstanden für das Label Tempo.
Jäger wurde mit der Goldenen Posaune und dem Goldenen Dirigentenstab ausgezeichnet.

## Lexikalische Einträge
- Jürgen Wölfer: Jazz in Deutschland. Das Lexikon. Alle Musiker und Plattenfirmen von 1920 bis heute. Hannibal, Höfen 2008, ISBN 978-3-85445-274-4.